# 1,3,5-三(苯乙炔基)苯
1,3,5-三(苯乙炔基)苯是一种有机化合物，化学式为C30H18。它可由三(苯乙炔基)铟和1,3,5-三溴苯在Pd(dppf)Cl2催化下反应制得，或由苯乙炔和1,3,5-三溴苯在碘化亚铜、Pd(PPh3)2Cl2催化下反应得到。它和八羰基二钴反应可以得到炔烃配合物。